# Chik Ballapur
Chik Ballapur é uma cidade e uma city municipal council no distrito de Kolar, no estado indiano de Karnataka.

## Demografia
Segundo o censo de 2001, Chik Ballapur tinha uma população de 54 938 habitantes. Os indivíduos do sexo masculino constituem 51% da população e os do sexo feminino 49%. Chik Ballapur tem uma taxa de literacia de 57%, inferior à média nacional de 59,5%; a literacia no sexo masculino é de 61% e no sexo feminino é de 52%. 11% da população está abaixo dos 6 anos de idade.